# Plaid Cymru
Plaid Cymru (in inglese The Party of Wales, Il Partito del Galles; spesso chiamato semplicemente Plaid) è un partito politico gallese di centrosinistra, che sostiene la costituzione di un Galles repubblicano indipendente all'interno dell'Unione europea.

## Storia
Plaid Cymru fu fondato nel 1925. Il Plaid Cymru conta quattro dei quaranta seggi gallesi alla Camera dei Comuni e tredici dei sessanta seggi nel Parlamento gallese.
L'attuale leader è Adam Price. A partire dal 2006, il principale elemento grafico del logo del partito è una stilizzazione del fiore di Meconopsis cambrica o papavero del Galles.

## Leadership
| Leader | Leader              | Ufficio del partito                              | Collegio                 | Note                                                   |
| ------ | ------------------- | ------------------------------------------------ | ------------------------ | ------------------------------------------------------ |
|        | Rhun ap Iorwerth    | Leader del gruppo al Senedd e leader del partito | Ynys Môn                 |                                                        |
|        | Liz Saville Roberts | Leader del gruppo a Westminster                  | MP per Dwyfor Meirionydd | [ 11 ]                                                 |
|        | Dafydd Wigley       | Presidente onorario dal 2001                     | N/A                      | Ex presidente del partito Membro della Camera dei lord |

### Leader
Fino al marzo 2000, quando venne creato il ruolo separato di Leader, il leader del partito veniva chiamato presidente.
| Leader | Leader             | Inizio | Fine |
| ------ | ------------------ | ------ | ---- |
| 1      | Lewis Valentine    | 1925   | 1926 |
| 2      | Saunders Lewis     | 1926   | 1939 |
| 3      | John Edward Daniel | 1939   | 1943 |
| 4      | Abi Williams       | 1943   | 1945 |
| 5      | Gwynfor Evans      | 1945   | 1981 |
| 6      | Dafydd Wigley      | 1981   | 1984 |
| 7      | Dafydd Elis-Thomas | 1984   | 1991 |
| 8      | Dafydd Wigley      | 1991   | 2000 |
| 9      | Ieuan Wyn Jones    | 2000   | 2012 |
| 10     | Leanne Wood        | 2012   | 2018 |

## Risultati elettorali

### Parlamento gallese
| Anno | Percentuale voti | Seggi   | Posizione | Esito                 |
| ---- | ---------------- | ------- | --------- | --------------------- |
| 1999 | 28,3%            | 17 / 60 | Secondo   | Opposizione           |
| 2003 | 21,2%            | 12 / 60 | Secondo   | Opposizione           |
| 2007 | 25%              | 15 / 60 | Secondo   | Coalizione di governo |
| 2011 | 18,3%            | 11 / 60 | Terzo     | Opposizione           |
| 2016 | 20%              | 12 / 60 | Secondo   | Opposizione           |
| 2021 | 20%              | 13 / 60 | Terzo     | Opposizione           |

### Camera dei Comuni
| Anno        | Percentuale voti in Galles | Seggi  |
| ----------- | -------------------------- | ------ |
| 1929        | 0,003%                     | 0 / 36 |
| 1931        | 0,2%                       | 0 / 36 |
| 1935        | 0,3%                       | 0 / 36 |
| 1945        | 1,2%                       | 0 / 36 |
| 1950        | 1,2%                       | 0 / 36 |
| 1951        | 0,3%                       | 0 / 36 |
| 1955        | 3,1%                       | 0 / 36 |
| 1959        | 5,2%                       | 0 / 36 |
| 1964        | 4,8%                       | 0 / 36 |
| 1966        | 4,3%                       | 0 / 36 |
| 1970        | 11,5%                      | 0 / 36 |
| 1974 (feb.) | 10,8%                      | 2 / 36 |
| 1974 (ott.) | 10,8%                      | 2 / 36 |
| 1979        | 8,1%                       | 2 / 36 |
| 1983        | 7,8%                       | 2 / 38 |
| 1987        | 7,3%                       | 3 / 38 |
| 1992        | 9,0%                       | 4 / 38 |
| 1997        | 9,9%                       | 4 / 40 |
| 2001        | 14,3%                      | 4 / 40 |
| 2005        | 12,6%                      | 3 / 40 |
| 2010        | 11,3%                      | 3 / 40 |
| 2015        | 12,1%                      | 3 / 40 |
| 2017        | 10,44%                     | 4 / 40 |
| 2019        | 9,9%                       | 4 / 40 |
| 2024        | 14,8%                      | 4 / 32 |

### Parlamento europeo
| Anno | Percentuale voti in Galles            | Seggi |
| ---- | ------------------------------------- | ----- |
| 1979 | 11,7%                                 | 0 / 4 |
| 1979 | 11,7%                                 | 0 / 4 |
| 1984 | 12,2%                                 | 0 / 4 |
| 1989 | 12,9%                                 | 0 / 4 |
| 1994 | 17,1%                                 | 0 / 5 |
| 1999 | 29,6%                                 | 2 / 5 |
| 2004 | 17,1%                                 | 1 / 4 |
| 2009 | 18,5%                                 | 1 / 4 |
| 2014 | 15,3%                                 | 1 / 4 |
| 2019 | 0,95% (Percentuale totale incluso UK) | 1 / 4 |